# Мериден (Канзас)
Мериден (енгл. Meriden) град је у америчкој савезној држави Канзас.

## Демографија
По попису из 2010. године број становника је 813, што је 107 (15,2%) становника више него 2000. године.
| Група             | 2000.       | 2010.       |
| Белци             | 680 (96,3%) | 772 (95,0%) |
| Афроамериканци    | 0 (0,0%)    | 0 (0,0%)    |
| Азијати           | 0 (0,0%)    | 2 (0,2%)    |
| Хиспаноамериканци | 7 (1,0%)    | 18 (2,2%)   |
| Укупно            | 706         | 813         |